# Carl Carlsen
Carl Christian Peder Carlsen, noto anche come Karl Karlsen (Copenaghen, 1º luglio 1880 – Copenaghen, 19 maggio 1958), è stato un lottatore danese.

## Biografia
È padre di Inger Carlsen e suocero di Elvi Johanne Svendsen-Carlsen, entrambe nuotatrici di caratura internazionale.
Rappresentò la Danimarca ai Giochi olimpici intermedi di Atene 1906 vincendo la medaglia d'argento nei pesi leggeri e quella di bronzo nel concorso generale.
Due anni dopo partecipò ai Giochi olimpici di Londra 1908 nel torneo dei pesi leggeri. Riuscì a sconfiggere il belga Fernand Steens mettendolo al tappeto in 9 minuti, ma al secondo turno perse contro il finlandese Finn Arvo Lindén dopo 4:15 minuti e venne estromesso. Lindén poi si aggiudicò la medaglia di bronzo. 
Partecipò anche ai campionati europei e ai campionati mondiali di lotta del 1907.

## Palmarès
- Giochi olimpici intermedi

Atene 1906: argento nei pesi leggeri;